# Campionati del mondo di atletica leggera indoor 1995 - 1500 metri piani femminili
I 1500 metri piani si sono tenuti il 12 marzo 1995 presso lo stadio Palau Sant Jordi di Barcellona.

## I casi di doping
Le due atlete Lyubov Kremlyova (Russia) e Violeta Beclea (Romania) erano risultate positive in un controllo anti-doping, effettuato il 15 febbraio 1995 a Erfurt (Germania). Avevano gareggiato sub judice a Barcellona, ma in seguito l'esito delle controanalisi ha confermato il responso. Furono quindi entrambe depennate dall'ordine di arrivo dei 1500 metri dei Mondiali Indoor, e la medaglia di bronzo venne poi assegnata alla spagnola Zuniga.

## Risultati

### Batterie
Qualificazione: non c'è, le 12 atlete iscritte vanno direttamente in finale.

### Finale
| Record mondiale       | Doina Melinte | 4'00"27 | East Rutherford | 9 febbraio 1990 |
| Record dei Campionati | Doina Melinte | 4'04"79 | Budapest        | 4 marzo 1989    |
| Capolista stagionale  |               |         |                 | 1995            |

Domenica 12 marzo 1995, ore 19:20.
| Pos.    | Corsia | Atleta              | Età | Nazione     | Tempo   | Note                          |
| ------- | ------ | ------------------- | --- | ----------- | ------- | ----------------------------- |
| Oro     | -      | Regina Jacobs       | 31  | Stati Uniti | 4'12"61 | Miglior prestazione personale |
| Argento | -      | Carla Sacramento    | 23  | Portogallo  | 4'13"02 |                               |
| X       | -      | Lyubov Kremlyova    | 32  | Russia      | 4'13"19 | dq, 55.2.i                    |
| X       | -      | Violeta Beclea      | 29  | Romania     | 4'16"32 | dq, 55.2.i                    |
| Bronzo  | -      | Maíte Zúñiga        | 30  | Spagna      | 4'16"63 |                               |
| 4       | -      | Kristen Seabury     | 25  | Stati Uniti | 4'16"77 | Miglior prestazione personale |
| 5       | -      | Yvonne van der Kolk | 26  | Paesi Bassi | 4'17"00 |                               |
| 6       | -      | Paula Schnurr       | 31  | Canada      | 4'19"26 |                               |
| 7       | -      | Lynn Gibson         | 25  | Regno Unito | 4'20"85 |                               |
| 8       | -      | Carmen Arrúa        | 24  | Argentina   | 4'31"15 |                               |
| 9       | -      | Lilian López        | 18  | Paraguay    | 5'05"10 | Record nazionale              |
| 10      | -      | Marina Bastos       | 23  | Portogallo  | dns     |                               |